# 八代市立泉中學校
八代市立泉中學校位在日本熊本縣八代市泉町，是一間由八代市設立的中學校。

## 歷史
- 1947年（昭和22年） - 設立組合立下岳中學校、組合立小原中學校、組合立柿迫中學校、組合立柿迫中學校久連子分校、組合立柿迫中學校葉山分校、組合立柿迫中學校樅木分校、組合立板木分校
- 1954年（昭和29年） - 各校更改校名及整併，名單如下：
  - 組合立下岳中學校 → 泉村立泉第一中學校
  - 組合立小原中學校 → 泉村立泉第二中學校椎原分校
  - 組合立柿迫中學校 → 泉村立泉第二中學校
  - 組合立柿迫中學校久連子分校 → 泉村立泉第二中學校久連子分校
  - 組合立柿迫中學校葉山分校 → 泉村立泉第二中學校葉木分校
  - 組合立柿迫中學校樅木分校 → 泉村立泉第二中學校樅木分校
  - 組合立柿迫中學校板木分校 → 泉村立泉第二中學校板木分校
- 1966年（昭和41年） - 上述學校全數合併為泉村立泉中學校。
- 2005年（平成17年） - 泉村併入八代市，改稱八代市立泉中學校

## 學校周邊
- 冰川 - 位於該溪流上游

## 外部連結
- 八代市立泉中學校網站（页面存档备份，存于）